# Put It All on Me
"Put It All on Me" é uma canção gravada pelo músico inglês Ed Sheeran para o seu quarto trabalho de estúdio, No.6 Collaborations Project (2020). Conta com participação vocal de Ella Mai, com quem co-escreveu o tema juntamente com o produtor Fred again. Um vídeo lírico foi carregado no perfil do YouTube de Sheeran a 12 de Julho de 2019, enquanto um vídeo musical, realizado por Jason Koenig, foi lançado a 22 de Dezembro no mesmo canal.

## Créditos e pessoal
Os seguintes créditos foram adaptados do encarte do álbum No.6 Collaborations Project (2019):
Gravação
- Gravada no estúdio Chalice Recording, Los Angeles.
- Gravada no estúdio Promised Land Music, Londres.
- Misturada no estúdio Larabee Sound, North Hollywood, Califórnia.

Pessoal
- Ed Sheeran — composição, vocais principais
- Ella Mai — composição, vocais principais
- Fred again — composição, produção e arranjos, bateria, teclado, guitarra, baixo, programação, vocais de apoio
- Giampaolo Parisi — desenhador de som, sintetizador
- Marco Parisi — sintetizador
- Tate McDowell — assistência de engenharia
- Geoff Swan — engenharia acústica
- David Pizzimenti — gravação vocal (Ella Mai)
- Joe Rubel — engenharia acústica
- Robin Florent — assistência de mistura
- Chris Galland — engenharia de mistura
- Manny Marroquin — mistura

## Desempenho nas tabelas musicais
Tabelas semanais
| País — Tabela musical (2019)                                | Posição de pico |
| ----------------------------------------------------------- | --------------- |
| Austrália — Top 100 Singles (ARIA Charts)                   | 48              |
| Canadá — Hot 100 (Billboard)                                | 20              |
| Suécia — Veckolista Heatseeker (Sverigetopplistan)          | 3               |
| Estados Unidos — Bubbling Under Hot 100 Singles (Billboard) | 22              |

### Certificações e vendas
| Região — Associação (Vendas) | Certificação |
| ---------------------------- | ------------ |
| Reino Unido — BPI (200 000)  | Prata        |